# Basquetebol do Boluspor Kulübü
A equipe de basquetebol do Boluspor Kulübü é o departamento do clube baseado em Bolu, Turquia que atualmente disputa a TB2L. Manda seus jogos no Ginásio Esportivo 17 de julho com capacidade para 500 espectadores.

## Histórico de Temporadas
| Temporada | Nível | Liga | Pos. | J     | PL  | Resultado             |
| --------- | ----- | ---- | ---- | ----- | --- | --------------------- |
| 2011-12   | 3     | EBBL | 2    | 8-2   |     |                       |
| 2012-13   | 3     | EBBL | 1    | 9-1   | 1-4 | 6º no hexagonal final |
| 2013-14   | 3     | TB3L | 2    | 8-2   | 8-2 |                       |
| 2014-15   | 3     | TB3L | 5    | 13-9  |     |                       |
| 2015-16   | 3     | TB2L | 6    | 10-12 |     |                       |
| 2016-17   | 3     | TB2L | 4    | 11-7  | 1-2 | Oitavas de finais     |
| 2017-18   | 3     | TB2L |      |       |     |                       |

fonte:eurobasket.com mackolik.com